# Rubberhose
Rubberhose ist ein kryptografisches Archivsystem, das zum Zweck der glaubhaften Abstreitbarkeit entwickelt wurde. Es kann mehrere separat verschlüsselte Dateisysteme (sogenannte „aspects“) enthalten, wobei deren Existenz nur nachgewiesen werden kann, wenn man den korrekten kryptografischen Schlüssel besitzt.
Der Name „Rubberhose“ (deutsch: „Gummischlauch“) bezieht sich auf den euphemistischen Begriff der „Gummischlauch-Kryptoanalyse“, der die Erlangung kryptographischer Schlüssel mittels Folter bezeichnet.
Die Software wurde ursprünglich für Menschenrechtsgruppen in Diktaturen der Dritten Welt entwickelt, wurde aber auch oft für die Benutzung in anderen Ländern wie zum Beispiel dem Vereinigten Königreich empfohlen, weil man dort nach dem britischen Telekommunikationsüberwachungsgesetz unter Androhung von Gefängnisstrafe gezwungen werden kann, seine Passwörter beziehungsweise kryptografischen Schlüssel preiszugeben.
Es wurde im Quelltext veröffentlicht und zur kostenlosen Nutzung für nicht kommerzielle, für akademische oder auch humanitäre Zwecke freigegeben.

## Geschichte
Das Projekt wurde 1997 von Julian Assange gestartet und ab 1999 zusammen mit Suelette Dreyfus und Ralf Weinmann entwickelt.
Rubberhose wird nicht mehr weiterentwickelt, ist aber für Linux-Kernel 2.2, NetBSD und FreeBSD verfügbar. Die im Oktober 2000 erschienene letzte verfügbare Version 0.8.3 hat immer noch den Alpha-Status.
Seit Mitte 2004 ist auch die ursprüngliche Projekt-Website unter rubberhose.org nicht mehr verfügbar.
Das Konzept wurde bei TrueCrypt aufgegriffen, das mit seinen sogenannten „versteckten Volumes“ und „versteckten Betriebssystemen“ Ähnliches und Weitergehendes bietet.